# Winston-Salem Polar Twins (SHL)
Winston-Salem Polar Twins byl profesionální americký klub ledního hokeje, který sídlil ve Winston-Salemu ve státě Severní Karolína. V letech 1973–1977 působil v profesionální soutěži Southern Hockey League. Polar Twins ve své poslední sezóně v SHL skončily v základní části. Klub byl během své existence farmami celků NHL a WHA. Jmenovitě se jedná o St. Louis Blues, New York Rangers, Detroit Red Wings, New York Golden Blades a Edmonton Oilers. Své domácí zápasy odehrával v hale Winston-Salem Memorial Coliseum s kapacitou 8 500 diváků. Klubové barvy byly bílá, stříbrná a černá.

## Přehled ligové účasti
Zdroj: 
- 1973–1977: Southern Hockey League